# Perelman Performing Arts Center
The Perelman Performing Arts Center, abreviado como PAC NYC, es un centro de artes escénicas de varios espacios situado en la esquina noreste del complejo del World Trade Center en Manhattan (Nueva York). Se encuentra situado en la intersección de las calles Vesey, Fulton y Greenwich, en el Bajo Manhattan. El edificio lleva el nombre del banquero y multimillonario Ronald Perelman, que donó 75 millones de dólares para su construcción.
Los planes para el Centro de Artes Escénicas fueron anunciados por primera vez por la Lower Manhattan Development Corporation (LMDC) en 2004, como parte de la reconstrucción del World Trade Center tras los atentados del 11 de septiembre de 2001. Gehry Partners LLP y Snøhetta fueron seleccionados como los diseñadores originales, pero los planes se paralizaron repetidamente y posteriormente se desecharon. Joshua Ramus y Davis Brody Bond fueron seleccionados como arquitectos en 2015, junto con Magnusson Klemencic Associates (MKA) como ingeniero estructural. La construcción subterránea comenzó en agosto de 2017, seguida de la construcción de la estructura sobre el suelo en 2020. El centro fue inaugurado el 13 de septiembre de 2023. Cuenta con aproximadamente 8 400 m² distribuidos en tres plantas.

## Desarrollo

### Diseño original
Tras la destrucción del World Trade Center durante los atentados del 11 de septiembre de 2001, las autoridades intentaron reconstruir el emplazamiento. El diseño de Daniel Libeskind de 2003 para el nuevo World Trade Center, conocido como Memory Foundations, incluía espacio para un centro de artes escénicas. La Lower Manhattan Development Corporation (LMDC) anunció el 12 de octubre de 2004 que Gehry Partners LLP y Snøhetta, un estudio de arquitectura noruego, diseñarían el Centro de Artes Escénicas. La propuesta de Gehry, que incorporaba un diseño en forma de caja, habría albergado The Joyce Theater, ya que la Signature Theatre Company había renunciado a él por problemas de espacio y limitaciones de costes. El entonces alcalde Michael Bloomberg anunció en 2010 que aportaría 100 millones de dólares para la construcción del teatro procedentes de un fondo federal dedicado a proyectos en el Bajo Manhattan.
Maggie Boepple fue nombrada presidenta del Centro de Artes Escénicas en marzo de 2012. Los planes de construcción del Centro de Artes Escénicas se estancaron debido a problemas de financiación y diseño, aunque la construcción también se vio obstaculizada por la presencia de la entrada a la estación temporal del tren PATH en el World Trade Center. En febrero de 2014, David Lan, director artístico del Young Vic Theatre de Londres, fue nombrado director artístico asesor del Centro de Artes Escénicas, cargo que ocuparía simultáneamente con el de director del Young Vic. La misión del recinto se revisó para dar origen a obras de teatro, música y danza en tres pequeños teatros flexibles.

### Rediseño

Diseño del Centro de Artes Escénicas en 2015.

En septiembre de 2014, Gehry Associates ya no estaba vinculada al proyecto. Se estaba planificando la elección de un nuevo arquitecto y la programación futura para inaugurarse en 2019. Con el diseño de Ghery desechado, la junta planeó elegir un nuevo diseño de uno de otros tres arquitectos. Este cambio se produjo después de que se dijera que Boepple había desaprobado el trabajo de Gehry.
En julio de 2015, se informó de que el presupuesto de construcción del Centro de Artes Escénicas se iba a reducir de 350 a 200 millones de dólares. La Lower Manhattan Development Corporation (LMDC) anunció en una reunión del consejo que los 99 millones de dólares de fondos federales comprometidos para el proyecto estaban supeditados a que los responsables del centro de artes «produjeran un diseño asequible y un plan viable para recaudar el dinero restante de fuentes privadas». En noviembre de 2015, el Centro de Artes Escénicas anunció que había adjudicado el contrato de arquitecto de diseño a Joshua Ramus de REX, con la firma Davis Brody Bond sirviendo como arquitecto ejecutivo.
El 3 de marzo de 2016, el edificio permanente de la estación PATH abrió una cuadra al sur, y la entrada temporal se cerró. La apertura del nuevo edificio de la estación permitió que la entrada temporal de la estación fuera demolida en agosto de ese año. Esto, a su vez, permitió la construcción del Centro de Artes Escénicas en el lugar.
El 29 de junio de 2016, el multimillonario Ronald Perelman donó 75 millones de dólares para la construcción y dotación del Centro de Artes Escénicas del World Trade Center. La donación financió parte de la construcción del Centro de Artes Escénicas, además de proporcionar una dotación y financiar las operaciones. El centro fue rebautizado con el nombre de Perelman.
El proyecto también recibió 130 millones de dólares de Michael Bloomberg (aunque no se revelaron hasta 2023) y anteriormente había obtenido 100 millones de dólares del LMDC. En septiembre de 2016, Barbra Streisand fue nombrada presidenta de la junta del centro. El 27 de marzo de 2017, se anunció que la construcción se retrasaría debido a las continuas disputas entre la Corporación de Desarrollo del Bajo Manhattan (LMDC) y la Autoridad Portuaria de Nueva York y Nueva Jersey en relación con la financiación del proyecto.

### Construcción

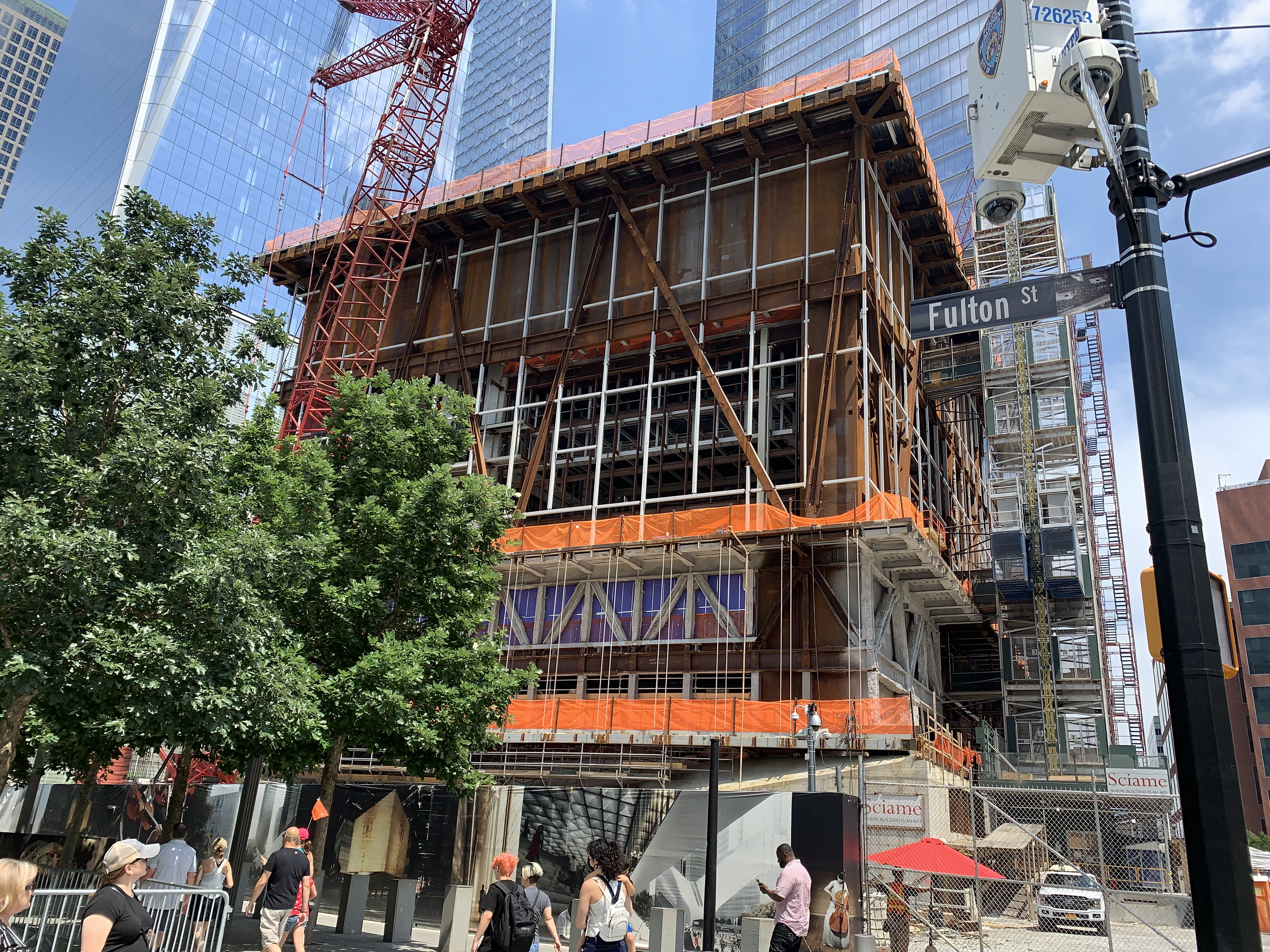
Construcción del Centro de Artes Escénicas en junio de 2021.

En agosto de 2017 comenzó la construcción de su aparcamiento subterráneo, al que se accederá desde la parte trasera del edificio en Vesey Street. En un principio, se esperaba que las obras del propio edificio comenzaran en 2018, con una fecha estimada de finalización e inauguración en 2020. La Autoridad Portuaria concedió al Centro de Artes Escénicas un contrato de arrendamiento de 99 años en febrero de 2018, y Bill Rauch fue nombrado nuevo director artístico. Las primeras piezas de acero estructural llegaron ese mes de abril. Las obras se detuvieron a principios de 2018 debido a desacuerdos financieros entre la Autoridad Portuaria y el LMDC, pero los trabajos rutinarios de acero y el vertido de hormigón se reanudaron poco después. El Centro de Artes Escénicas recibió 89 millones de dólares del LMDC y del Departamento de Vivienda y Desarrollo Urbano de los Estados Unidos en diciembre de 2018.
Las obras subterráneas finalizaron en julio de 2019, y la construcción metálica comenzó más tarde ese mismo año. Leslie Koch también fue nombrada presidenta del Perelman Performing Arts Center ese año, en sustitución de Boepple. En aquel momento, estaba previsto que el Performing Arts Center abriera sus puertas en 2021. El diseñador principal describió el recinto como algo parecido a «múltiples edificios que se construían dentro del edificio, porque así era». El edificio se terminó de construir el 11 de septiembre de 2020, en el 19º aniversario de los atentados del 11 de septiembre. Khady Kamara, del Second Stage Theater, fue nombrada directora ejecutiva del centro en octubre de 2022.

## Inauguración y funcionamiento
La empresa constructora Sciame Construction realizó varias pruebas e instaló los acabados del centro a mediados de 2023, antes de la inauguración prevista para el 15 de septiembre de 2023. El 13 de septiembre de 2023 se celebró la ceremonia de inauguración del Perelman Performing Arts Center, dos días antes de lo previsto. La primera actuación pública estaba prevista para el 19 de septiembre. El recinto había costado un total de 560 millones de dólares. Kamara declaró que su misión era convencer a los visitantes para que viajaran al World Trade Center con fines de entretenimiento. El centro, denominado PAC NYC, tenía previsto albergar espectáculos de danza, cine, conciertos de música, ópera y producciones teatrales. El restaurante Metropolis, regentado por Marcus Samuelsson, abrió sus puertas en el centro en el mes de noviembre. Joseph Lebus también creó un tipo de letra especial y un logotipo cuadrado como parte de la marca PAC NYC.

## Arquitectura
El Perelman Performing Arts Center fue diseñado por el arquitecto principal REX, el arquitecto ejecutivo Davis Brody Bond, el consultor acústico Threshold Acoustics y el consultor teatral Charcoalblue. Los ingenieros estructurales del proyecto son Magnusson Klemencic Associates y Robert Silman Associates; el ingeniero de MEP, protección contra incendios, TI y seguridad es Jaros, Baum & Bolles; y el director de obra es Sciame Construction, LLC. Otros colaboradores clave del equipo del proyecto fueron David Rockwell's Rockwell Group, arquitecto de los interiores del restaurante y el vestíbulo; Charcoalblue, diseñador del teatro; y Tillotson Design Associates, diseñador de la iluminación arquitectónica.

### Exterior
El Centro de Artes Escénicas mide 49x49 m de ancho y 36 m de alto, y descansa sobre un pedestal de granito negro de 6,4 m de altura. La fachada del edificio está formada por 5 000 paneles de mármol portugués veteado. Los paneles tienen dibujos en forma de rombos y por la noche adquieren un color ámbar. No hay ventanas en la fachada; según Ramus, esto «mantiene el bullicio de los asistentes al teatro a una distancia respetuosa de las personas que rinden homenaje en el monumento, y viceversa». En el interior de la fachada, un pasillo rodea los auditorios del Centro de Artes Escénicas, con lámparas de araña que retroiluminan la fachada por la noche.

### Interior
El recinto tiene 12 000 m² distribuidos en tres plantas. El Centro de Artes Escénicas se asienta sobre los cimientos del primer centro de artes escénicas que se construyó en el lugar. Debido a la complejidad de la infraestructura bajo el Centro de Artes Escénicas, la estructura sólo está conectada a sus cimientos en siete puntos. La planta pública está situada a nivel de calle y alberga un restaurante/bar que ofrece refrescos durante los intermedios. La segunda planta consta de salas de ensayo y camerinos para los actores de teatro, y la tercera alberga tres teatros. El auditorio más grande, que lleva el nombre del empresario John Eugene Zuccotti, tiene 450 localidades. Otro auditorio, que lleva el nombre del director Mike Nichols, tiene 250 asientos, mientras que el espacio más pequeño, que lleva el nombre de la filántropa Doris Duke, tiene 99 asientos.
Los tres teatros están diseñados de manera que las paredes puedan girar y expandirse para proporcionar espacio adicional a un solo teatro en caso necesario. Los teatros tienen capacidad para aproximadamente 1 000 o 1 200 personas combinadas. Para reducir las vibraciones de las líneas de metro cercanas, los tres teatros están separados entre sí y de las estructuras cercanas por almohadillas. Las alturas del suelo y del techo también pueden modificarse, Los auditorios pueden disponerse en al menos 60 configuraciones y también pueden combinarse en un único espacio con 950 asientos. Las «puertas guillotina» entre cada auditorio miden hasta 46 toneladas cortas y pueden replegarse en espacios mecánicos sobre cada auditorio.

## Operación
Desde 2022, Khady Kamara es el director ejecutivo de PAC NYC. El ex alcalde Michael Bloomberg es el presidente de la junta directiva de PAC NYC, mientras que Bill Rauch es el director artístico. Entre los asesores artísticos inaugurales de PAC NYC se encontraban Murielle Borst-Tarrant, Ty Defoe, Wendall Harrington, David Henry Hwang, Lisa Kron, David Lan, Joe Melillo, Nico Muhly, Lynn Nottage, Arturo O'Farrill, Jason Samuels Smith, Sonya Tayeh, Julie Taymor, Ivo van Hove, Alexandria Wailes y Jawole Willa Jo Zollar.

## Recepción
Cuando se terminó el Centro de Artes Escénicas, el crítico de arquitectura Justin Davidson describió la estructura como «el centro de atención de un escenario muy visible, que ofrece espectáculo sin estridencias». Peter Marks, de The Washington Post, escribió: «La estructura sin ventanas y revestida de mármol se asienta en la Zona Cero como un terrón de azúcar gigante». Según The New York Observer, «el Perelman, con toda su grandeza, es algo más que un recinto: es un faro de potencial, que amplifica aún más la prominencia de Nueva York en la escena artística mundial y se erige como la nueva fuente de creatividad de Manhattan».
El Centro de Artes Escénicas ha recibido múltiples premios de diseño, entre ellos el Premio Especial a la Innovación en Arquitectura Cultural de la Sociedad de Arquitectos Estadounidenses Registrados de Nueva York, 2022; el Premio de Honor en Proyectos del Instituto Estadounidense de Arquitectos de Nueva York, 2022; el Premio de Arquitectura Estadounidense del Ateneo de Chicago, 2021; y el Premio A+ de Architizer, ganador en la categoría de cultura no construida, 2019.